# Policajac Belgrad
Fudbalski Klub Policajac Belgrad (serb.: Фудбалски Kлуб Полицајац Београд) – serbski klub piłkarski z siedzibą w stolicy Serbii – Belgradzie, z dzielnicy Makiš (Gmina miejska Čukarica), działający w latach 1946-2001, jako FK Milicionar oraz w latach 2001-2016, jako FK Policajac. Po sezonie 2015/16 klub wycofał się z rozgrywek Prvej Beogradskiej ligi (5. poziom serbskich rozgrywek piłkarskich), grupy A.

## Historia
Klub został założony w roku 1946 przez Ministerstwo Spraw Wewnętrznych Republiki Serbii (Ministarstvo unutrašnjih poslova Republike Srbije (serb.: Министарство унутрашњих послова Републике Србије)), jako FK Milicionar i pod tą nazwą występował do 2001 roku.
W czasach Federalnej Republiki Jugosławii najwyższym poziomem rozgrywek piłkarskich w których "FK Milicionar" występował to rozgrywki Prvej ligi SR Јugoslavije, gdzie klub występował trzy sezony: 1998/99-2000/01 oraz jeden sezon 1997/98 w rozgrywkach Drugiej ligi SR Јugoslavije. Z powodu problemów finansowych klub został zmuszony do zrezygnowania z profesjonalnej piłki nożnej i po połączeniu z klubem FK Radnički Obrenovac w 2001 roku zakończył swoją działalność.
W 2001 roku klub wznowił działalność jako FK 13. maj i od sezonu 2001/02 rozpoczął występy w rozgrywkach od najniższego poziomu serbskich rozgrywek piłkarskich, następnie zmienił nazwę na FK Policajac.

## Stadion
Klub rozgrywał swoje mecze domowe na stadionie SC MUP Makiš (Sportski centar Ministarstva unutrašnjih poslova Makiš lub w skrócie Stadion Makiš) w Belgradzie, w dzielnicy Makiš (Gmina miejska Čukarica), który mógł pomieścić 3,5 tys. widzów.

## Sezony
| Sezon                          | Liga                                | Poziom | Miejsce |
| Federalna Republika Jugosławii |                                     |        |         |
| 1999/00                        | Prva liga SR Јugoslavije            | I      | 15      |
| 2000/01                        | Prva liga SR Јugoslavije            | I      | 18 *    |
| 2001/02                        | ?                                   | ?      | ?       |
| 2002/03                        | Prva Beogradska liga                | V      | ?       |
| Serbia i Czarnogóra            |                                     |        |         |
| 2003/04                        | Zonska liga (Beogradska zona)       | IV     | 9       |
| 2004/05                        | Zonska liga (Beogradska zona)       | IV     | 13      |
| 2005/06                        | Zonska liga (Beogradska zona)       | IV     | 9       |
| Serbia                         |                                     |        |         |
| 2006/07                        | Zonska liga (Beogradska zona)       | IV     | 15      |
| 2007/08                        | Prva Beogradska liga                | V      | ?       |
| 2008/09                        | Prva Beogradska liga                | V      | ?       |
| 2009/10                        | Prva Beogradska liga                | V      | ?       |
| 2010/11                        | Prva Beogradska liga                | V      | 9       |
| 2011/12                        | Prva Beogradska liga                | V      | 18      |
| 2012/13                        | Druga Beogradska liga – Grupa Dunav | VI     | 1       |
| 2013/14                        | Prva Beogradska liga – Grupa A      | V      | 13      |
| 2014/15                        | Prva Beogradska liga – Grupa A      | V      | 12      |
| 2015/16                        | Prva Beogradska liga – Grupa A      | V      | 11 **   |

 * Po sezonie 2000/01 FK Milicionar Belgrad oraz FK Radnički Obrenovac (10. miejsce w Srpskiej lidze Beograd) połączyły się i w sezonie 2001/02 będą występowały jako FK Radnički Obrenovac w Drugiej lidze SR Jugoslavije. W 2001 roku klub wznowił działalność jako FK 13. maj i od sezonu 2001/02 rozpoczął występy w rozgrywkach od najniższego poziomu serbskich rozgrywek piłkarskich.
 ** Po sezonie 2015/16 klub wycofał się z rozgrywek Prvej Beogradskiej ligi – grupy A.

## Sukcesy

### jako FK Milicionar
- 11. miejsce Prvej ligi SR Јugoslavije (1x): 1999.
- mistrzostwo Drugiej ligi SR Јugoslavije – Grupa Istok (1x): 1998 (awans do Prvej ligi SR Јugoslavije).
- mistrzostwo Srpskiej ligi – Grupa Beograd (III liga) (1x): 1997 (awans do Drugiej ligi SR Јugoslavije).

### jako FK Policajac
- ?. miejsce Prvej Beogradskiej ligi (V liga) (1x): 2003 (awans do Zonskiej ligi).
- mistrzostwo Drugiej Beogradskiej ligi – Grupa Dunav (VI liga) (1x): 2013 (awans do Prvej Beogradskiej ligi).

## Piłkarze
- Milivoje Ćirković
- Ivan Gvozdenović
- Oliver Kovačević
- Nenad Lalatović
- Nikola Lazetić
- Siniša Mulina

## Trenerzy
- Stanislav Karasi
- Slaviša Božičić
- Branko Smiljanić
- Vojin Lazarević
- Đorđe Gerum